# Batalha de Capo Colonna
A Batalha de Stilo (também conhecida como Cabo Colonna e Crotone) foi travada em 13 ou 14 de julho de 982 perto de Crotone, na Calábria, entre as forças do Sacro Imperador Romano Otão II e seus aliados ítalo-lombardos e as do emir Kalbid da Sicília, Abu 'l-Qasim, que havia declarado uma guerra santa contra os alemães. 

## Batalha campal
Abu'l-Qasim não estava longe de Rossano Calabro quando percebeu a força inesperada das tropas de Otão e recuou. Otão deixou sua esposa Theophanu e seus filhos em Rossano, junto com a bagagem e o tesouro imperial, e partiu para perseguir o inimigo. Quando Abu'l-Qasim reconheceu que não seria capaz de fugir, ele preparou seu exército para uma batalha campal em Capo Colonna, ao sul de Crotone. Após um confronto violento, um corpo de cavalaria pesada alemã destruiu o centro muçulmano e avançou contra os guardas do emir. Abu'l-Qasim foi finalmente morto durante a batalha, mas suas tropas não foram abaladas, passando a cercar as forças de Otto com uma reserva oculta de aproximadamente 5 000 cavalaria e pesadas perdas. De acordo com a história de Ibn al-Athir, as baixas somaram cerca de 4 000, entre elas Landolfo IV de Benevento, Henrique I, bispo de Augsburg, Günther, Margrave de Merseburg, o abade de Fulda e 19 outros condes alemães. Otto foi forçado a fugir da batalha, garantindo abrigo apenas nadando até um navio mercante bizantino. Ele então descansou em Rossano, retornando apenas a Roma em 12 de novembro de 982.

## Eleição de Otão III
Depois de fugir para o norte, Otão realizou uma assembléia composta principalmente por magnatas locais em Verona. Lá, ele garantiu a eleição de seu filho como rei da Itália e pediu reforços da Alemanha. As perdas saxãs na batalha foram as mais severas, e o duque Bernardo I da Saxônia estava indo para o sul, para Verona, para a assembléia, mas os ataques dos vikings dinamarqueses o forçaram a voltar. Otto havia enviado seu sobrinho, o duque Otão I da Suábia e da Baviera, para o norte, para a Alemanha, para dar a notícia da batalha em Stilo, mas o duque morreu no caminho. No entanto, a palavra viajou, chegando até Wessex uma prova da magnitude do desastre. No final das contas, Otão morreria no ano seguinte antes de poder retomar a campanha no sul da Itália.

## Sucessão em Cápua, Benevento e Salerno
O Mezzogiorno foi abalado pela batalha. Com Landulfo e seus irmãos Atenulf e Pandulf II de Salerno morrendo lutando, as propriedades de Cápua e Benevento passaram para ramos cadetes da família Landulfid - com Salerno sendo finalmente arrebatado pelo duque Manso I de Amalfi.

## Consequências no sul da Itália e no Elba
Embora as tropas Kalbid tenham sido forçadas a recuar para a ilha da Sicília, os muçulmanos mantiveram uma presença no sul da Itália, continuando a assediar os gregos e lombardos locais. Além disso, quando os povos eslavos que viviam no Elba souberam da derrota do imperador, eles imediatamente se levantaram contra a suserania imperial no que acabaria por ser um revés de décadas para os esforços de germanizá-los e cristianizá-los.